# Ato de Terra Nova
O Ato de Terra Nova foi um Ato do Parlamento do Reino Unido que confirmou e deu efeito aos Termos da União acordadas entre os domínios então separados de Canadá e Terra Nova em 23 de março de 1949. Foi originalmente intitulado de Ato da América do Norte Britânica de 1949, mas foi renomeado no Canadá na patriação da Constituição do Canadá do Reino Unido em 1982.